# Кильдишов, Сергей Павлович
Сергей Павлович Кильдишёв (Кильдишов) (1910—1980) — советский строитель-монтажник, лауреат Ленинской премии (1959).

## Биография
Родился 30 ноября 1910 года в с. Налитово (ныне — Пуркаево Дубёнского района, Мордовия). По национальности мордвин (эрзя).
В 1929 году уехал на строительство Днепрогэса. Строил мосты через Днепр, Волгу (в Саратове и Горьком).
В послевоенные годы — бригадир комплексной бригады монтажников Ждановского управления треста «Донбасстальконструкция». Один из инициаторов и авторов скоростных методов строительства доменных печей.
Умер 25 января 1980 года в г. Жданов.

## Награды и звания
- Ленинская премия (1959 год) — за коренные усовершенствования методов строительства доменных печей в СССР;
- Орден Ленина;
- Два ордена Трудового Красного Знамени;
- Орден «Знак Почёта»;
- Медали.